# Burning Production
Burning Production（日語：バーニングプロダクション），是日本勢力最大的藝能事務所。1971年成立。代表取締役社長是周防郁雄。
Burning Production旗下直屬著名的藝人有鄉裕美、小泉今日子、藤彩子等，數量並不多，不過艺能界有将近一半以上的小事务所都与BURNING有业务关系（例如小栗旬所属Tristone Entertainment Inc.，成宫宽贵、木村佳乃所属的TOP COAT），但都统称为「Burning系列」。Burning主要是通過兼併、注資、業務提攜等手法對許多其它藝能事務所和相關企業進行控制，因此在日本藝能界擁有龐大的勢力。艺能界之外，BURNING还涉足出版社（WANI BOOKS），书店经营（福家书店），餐厅经营，房产出租，甚至是生产废料回收工业。
Burning Production风格强悍，有報道指Burning在日本黑社会，政界和财经界也有相当势力。2001年5月9日，社長周防郁雄在事務所的社長室被槍擊，玻璃碎裂，但當時無人在場。

## 所属藝人
按五十音順序
- 阿部紗英
- 稻森泉
- WaT
  - 瑛士
  - 小池徹平
- 内田有紀
- 加藤雅也
- 小林優美
- 小柳由紀
- 鄉裕美
- 島谷瞳
- 須賀貴匡
- 鈴木蘭蘭
- 長山洋子
- 疋田英美
- 平松來馬
- 藤彩子
- 松方弘樹
- 丸山敦史
- 三浦翔平
- 溝口真央
- 犬飼貴丈

### 前所屬藝人
- 井澤健
- 石野真子 - 移籍至from 1st pro
- 風見慎吾
- 古手川祐子 - 移籍至A-team
- 小林嵯梨 - 移籍至Artist-house Pyramid
- 小嶺麗奈
- 篠塚滿由美
- 高田蜜惠 - 從事務所引退
- 野路由紀子 - 所属女性藝人第1號
- 細川貴志
- 藤原紀香 - 移籍至SOMEDAY
- 本鄉直樹 - 所属第1號藝人
- 松雪泰子 - 移籍至Stardust Promotion
- 水野美紀 - 自立門戶
- 南沙織 - 從事務所引退
- 渡邊美奈代
- 小泉今日子（移籍）

## 相關企業
- Burning Publishers[3]
- BIG APPLE[4]
- Golden Music Promotion[4]
- SOMEDAY[4]

等11所企業

## 外部連結
- WEBBURNING.COMArchive.today的存檔，存档日期2013-01-05（官方網站）